# Jellyella
Jellyella — рід мохуваток родини Membraniporidae.

## Етимологія
Рід названо на честь Елізи Кетрін Джеллі (1829—1914) з Корнуоллу, Англія, за її внесок у вивчення мохуваток.

## Морфологія
Jellyella дуже схожа на Membranipora і, як і інші представники родини Membraniporidae, мають двійникових предкових зооїдів. Однак, Jellyella можна відрізнити за наявністю складно розгалужених відростків, що виступають у зооїдні камери. Jellyella також має кальцитну скелетну ультраструктуру, що складається з поперечно розташованих, видовжених веретен.

## Екологія
Jellyella відрізняється від інших мохуваток своїм псевдопланктонним способом життя: покриває плавучі об'єкти, як природні, так і штучні, у той час, як більшість інших мохуваток є бентосними, покриваючи тверді субстрати, такі як водорості або каміння. Jellyella eburnea часто зустрічається на раковинах кальмара Spirula, які відділяються від м'якого тіла кальмара після смерті, та на панцирах планктонного черевоногого молюска Janthina.
Jellyella tuberculata росте на плавучій водорості Sargassum, а також на плосколопатевій ламінарії та інших морських водоростях навколо Капського півострова Південної Африки. У водах Капської протоки на нього полює божевільний голозяберник, Corambe sp..

## Види
- Jellyella eburnea (Хінкс, 1891), типовий. Тропічні частини Тихого, Атлантичного та Індійського океанів[1].
- Jellyella tuberculata (Bosc, 1802). Поширений у субтропіках[1].